# Vuelta Ciclista del Uruguay 1964
La 21.ª edición de la Vuelta Ciclista del Uruguay se disputó entre el 4 y el 12 de abril de 1964.
Luego de 7 años volvió a disputarse una contrarreloj, ya que no se hacía desde 1957.
La carrera por segundo año consecutivo fue ganada por Walter Moyano, llegando a su 4.ª corona. El floridense Francisco Pérez y Vid Cencic fueron 2º y 3º respectivamente. Por equipos, el Punta del Este alcanzó el triunfo por tercer año consecutivo.

## Etapas
| Etapa | Fecha       | Recorrido                                     | km       | Ganador (equipo)                              |
| 1.ª   | 4 de abril  | Montevideo-Florida                            | 156      | Ricardo Vázquez (Punta del Este)              |
| 2.ª   | 5 de abril  | Florida-Paso de los Toros                     | 156      | Washington Martínez (Nacional de Fray Bentos) |
| 3.ª   | 6 de abril  | Paso de los Toros-Tacuarembó                  | 143      | Juan José Timón (Olimpia)                     |
| 4.ª   | 7 de abril  | Tacuarembó-Paysandú                           | 193      | Washington Martínez (Nacional de Fray Bentos) |
| 5.ª   | 8 de abril  | Paysandu-Puente sobre el Río Queguay-Paysandú | 50 (CRI) | Walter Moyano (Punta del Este)                |
| 6.ª   | 9 de abril  | Paysandú-Young-Fray Bentos                    | 173      | Dardo Sánchez (Yale de Florida)               |
| 7.ª   | 10 de abril | Mercedes-Colonia                              | 198,5    | René Pezzatti (Peñarol)                       |
| 8.ª   | 11 de abril | Colonia-San José                              | 160,7    | Héctor González (Punta del Este)              |
| 9.ª   | 12 de abril | San José-Montevideo                           | 144      | René Deceja (Peñarol)                         |

### Clasificación individual
| Pos. | Ciclista            | Equipo                  | Tiempo           |
| ---- | ------------------- | ----------------------- | ---------------- |
| 1.º  | Walter Moyano       | Punta del Este          | 39 h 11 min 49 s |
| 2.º  | Francisco Pérez     | San Antonio de Florida  | a 1 min 54 s     |
| 3.º  | Vid Cencic          | Punta del Este          | a 6 min 44 s     |
| 4.º  | Juan José Timón     | Olimpia                 | a 9 min 28 s     |
| 5.º  | René Deceja         | Peñarol                 | a 10 min 26 s    |
| 6.º  | Washington Martínez | Nacional de Fray Bentos | a 10 min 29 s    |
| 7.º  | Héctor Jaureguy     | Audax de Flores         | a 11 min 28 s    |
| 8.º  | René Mesón          | Nacional                | a 11 min 32 s    |
| 9.º  | Héctor González     | Punta del Este          | a 15 min 26 s    |
| 10.º | Wilde Baridón       | Unión de Tarariras      | a 15 min 27 s    |

### Clasificación por equipos
| Pos. | Equipo                       | Tiempo            |
| ---- | ---------------------------- | ----------------- |
| 1.º  | Club Ciclista Punta del Este | 117 h 29 min 42 s |
| 2.º  | Club Atlético Olimpia        | a 33 min 07 s     |
| 3.º  | Audax de Flores              | a 1 h 40 min 18 s |